# Estación La Cancha

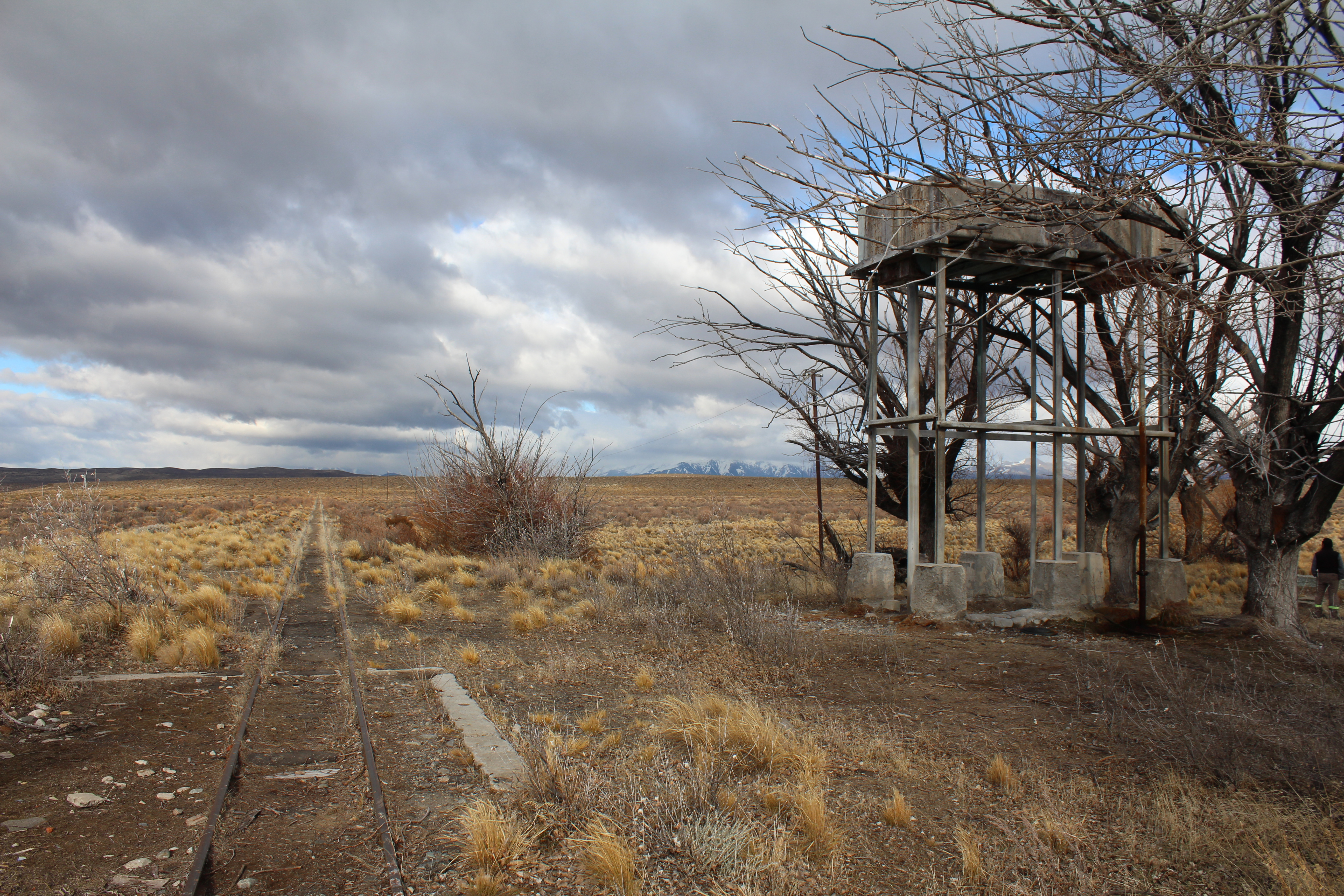

La Cancha es una estación de ferrocarril ubicada en el paraje rural del mismo nombre, Departamento Cushamen, Provincia del Chubut, República Argentina, en el ramal de Ingeniero Jacobacci a  Esquel. Actualmente no presta ningún servicio regular.

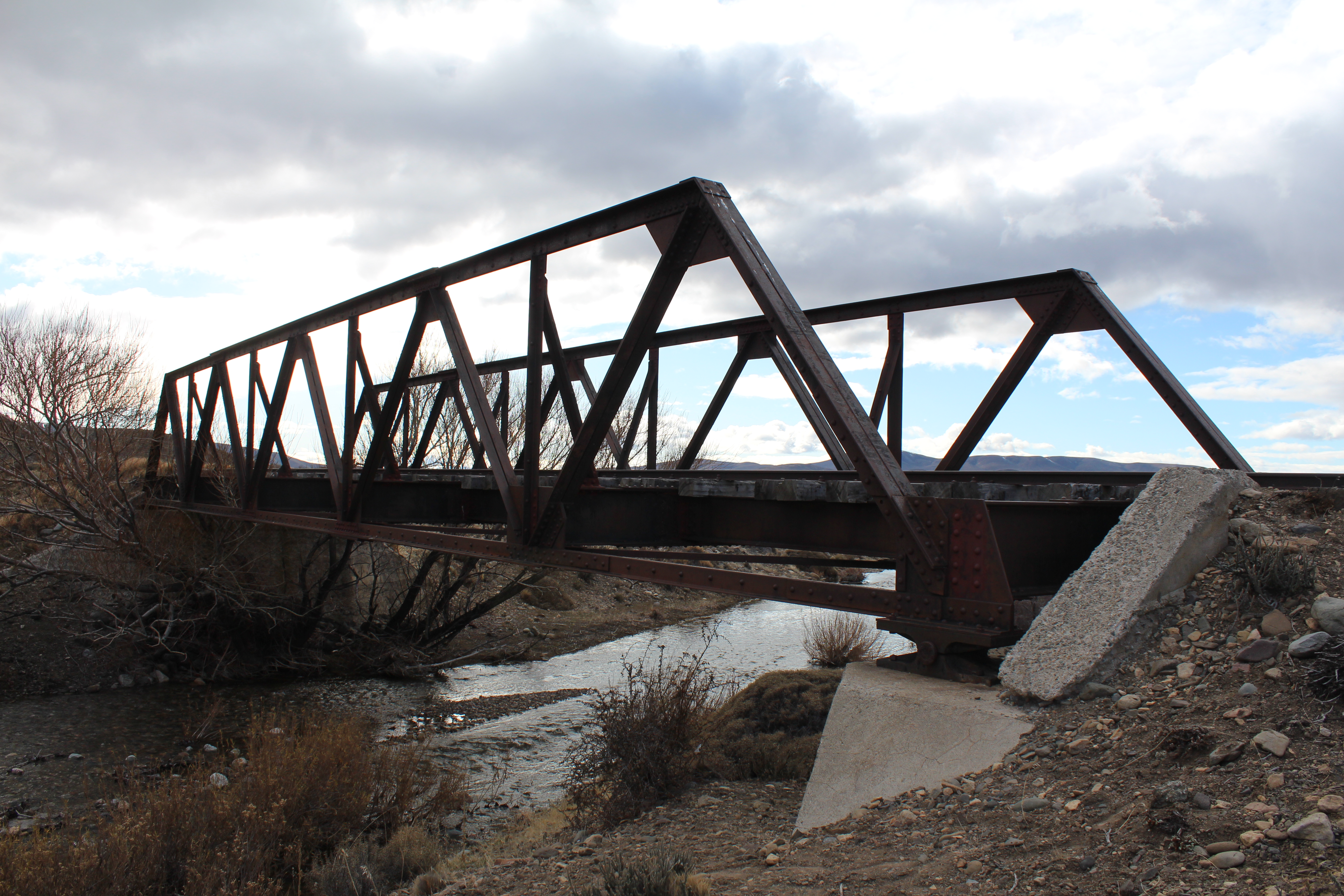

## Ubicación geográfica de la estación
Se encuentra a 49 km de la localidad de Esquel.